# Carl Joachim Hambro

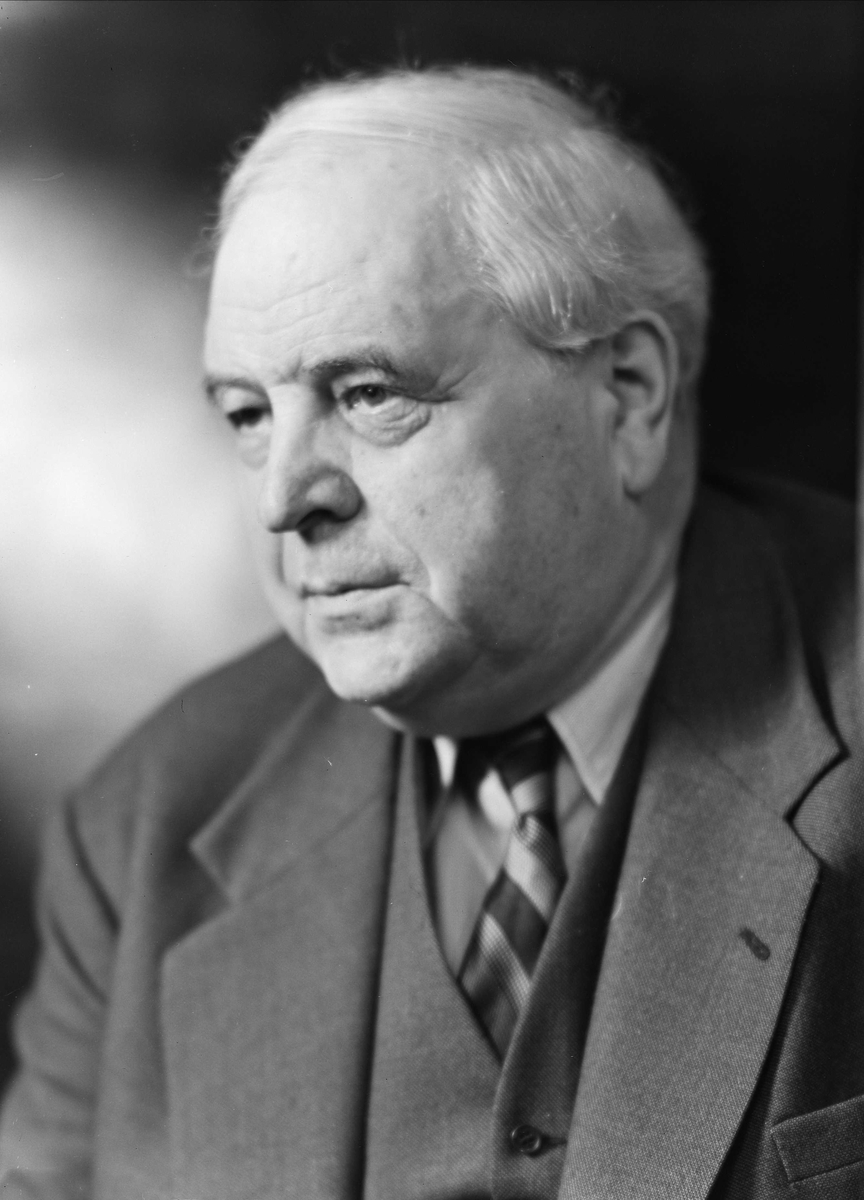
Carl Joachim Hambro, 1950

Carl Joachim Hambro (* 5. Januar 1885 in Bergen; † 15. Dezember 1964 in Oslo) war ein norwegischer konservativer Politiker und Journalist.
Hambro war Abgeordneter im norwegischen Parlament von 1919 bis 1940 und 1945 bis 1957 und amtierte von 1926 bis 1940 als Parlamentspräsident. Er war auch Präsident der Plenarversammlung des Völkerbundes in den Jahren 1939 und 1946.
Hambro war Vorsitzender der konservativen Partei Høyre von 1926 bis 1934 und wieder von 1950 bis 1954. Er gehörte von 1940 bis 1963 dem norwegischen Nobelpreis-Komitee an. Ferner war er Mitglied der Norwegischen Akademie für Sprache und Literatur und Träger des Sankt-Olav-Ordens (Großkreuz) sowie des Finnischen Ordens der Weißen Rose.
Er war der Vater von Edvard Hambro, Präsident der UN-Generalversammlung 1970/71. Im Jahr 1966 wurde der Rosenkrantz’ plass im Zentrum von Oslo in C. J. Hambros plass umbenannt.